# Кемп-Хілл (Британська Колумбія)
Кемп-Хілл — шлаковий конус на півночі Британської Колумбії, Канада. Вважається, що останнє його виверження відбулося у Голоцені.